# Bryan McHugh
Bryan McHugh, född 13 april 1930 i Brighton, är en brittisk-svensk ingenjör.
McHugh blev Bachelor of Science 1949, tilldelades Diploma of Imperial College vid University of London 1951 och blev teknologie licentiat vid Chalmers tekniska högskola 1957. Han blev beräkningsingenjör vid Kockums Mekaniska Verkstads AB i Malmö 1956, vid AB Atomenergi i Stockholm 1959, projektledare 1962, tillförordnad sektionschef där 1964, laborator i ångteknik vid Chalmers tekniska högskola 1965, biträdande professor där 1969 och professor i ångteknik (reaktorteknologi) där 1979.